# Magna International

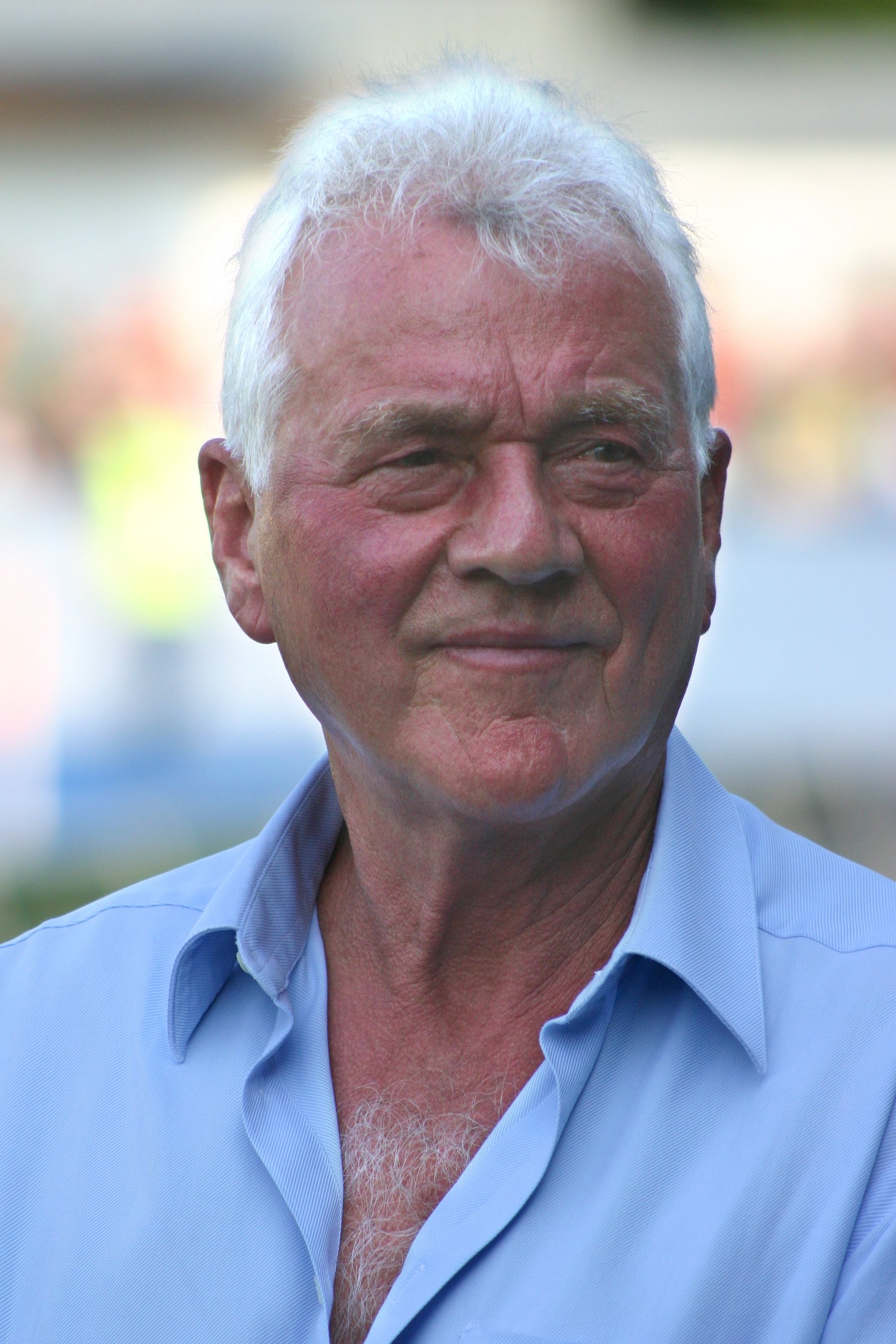
Frank Stronach

Magna International, kanadensisk industrikoncern med tillverkning av bildelar och legotillverkare för bilkoncerner med huvudkontor i Ontario
Företaget grundades 1957 som Multimatic av Frank Stronach som utvandrat till Kanada från Österrike. Nuvarande namn härrör från 1973 sedan man 1969 fusionerat sig med Magna electronics. Företagets europeiska del har koncentrerats till Österrike där man bland annat har sitt huvudkontor i Oberwaltersdorf. Dotterbolaget Magna Steyr i österrikiska Steyr tillverkar bland annat BMW X3. 